# Bakugan Battle Brawlers: New Vestronia
Bakugan Battle Brawlers: New Vestronia (爆丸バトルブローラーズ ニューヴェストロイア?, Bakugan Batoru Burōrāzu Nyū Vesutoroia) è il sequel della serie anime Bakugan - Battle Brawlers.

## Trama
Dopo qualche anno, Nuova Vestronia viene invasa dai Vestali. Molti Bakugan diventano prigionieri dei malvagi Vexos, i migliori combattenti del pianeta Vestal, comandati dal principe Hydron.
Per liberare Nuova Vestronia e salvare i Bakugan, Dan, Shun e Marucho si uniscono alla Resistenza dei Combattenti Bakugan, un gruppo di Vestali ribellatisi al loro Principe. I ragazzi dovranno combattere contro i Vexos e distruggere i tre Regolatori Dimensionali di Alpha Ville, Beta Ville e Gamma Ville, che imprigionano i Bakugan nella loro forma sfera. Distrutto il quarto Regolatore, nascosto nel palazzo di Hydron, i nemici sono costretti a fuggire e a tornare sul loro pianeta.
Qui i Vestali della Resistenza informano il popolo dell'inganno della famiglia reale e dei Vexos, che per poter estendere la propria egemonia su Nuova Vestronia, hanno mentito riguardo ai Bakugan, definendoli creature prive d'intelligenza. Avviene perciò una rivolta, che induce il re Zenoheld, il figlio e i Vexos alla fuga nello spazio. Qui il re pianifica il dominio di tutti i mondi e la vendetta contro i Bakugan. Per attivare la Macchina di Distruzione Bakugan, o sistema DB, ha bisogno degli attributi dei sei Antichi Guerrieri. Questi decidono di affidare le energie ai membri della Resistenza, che riusciranno a distruggere la macchina e a sventare i piani di Zenoheld.

## Episodi
La serie è composta da due stagioni di 26 episodi ciascuna, per un totale di 52. Nel nostro Paese è approdata su Italia 1 il pomeriggio, poi si è spostata nel weekend mattina. Successivamente, la prima visione è passata a Cartoon Network. Gli episodi sono stati trasmessi anche da Boing in replica.
| Nº                      | Titolo italiano Giapponese 「Kanji」 - Rōmaji                                               | In onda           | In onda                             |
| Nº                      | Titolo italiano Giapponese 「Kanji」 - Rōmaji                                               | Giapponese        | Italiano                            |
| Stagione 1 (26 episodi) |                                                                                             |                   |                                     |
| 1                       | L'invasione dei Vestali / Salviamo Nuova Vestronia 「新たなる旅立ち」 - Aratanaru tabidachi | 2 marzo 2010      | 23 agosto 2010 24 agosto 2010       |
| 2                       | Lo scontro con Ace / Due nuovi compagni 「シンクロニシティ」 - Shinkuronishiti              | 9 marzo 2010      | 25 agosto 2010 26 agosto 2010       |
| 3                       | Alla carica / Cambio di potere 「我が敵は我にあり」 - Waga teki wa ware niari               | 16 marzo 2010     | 27 agosto 2010 30 agosto 2010       |
| 4                       | Marucho va in missione / La trappola 「フレンズ」 - Furenzu                                 | 23 marzo 2010     | 31 agosto 2010 1º settembre 2010    |
| 5                       | Il sapore della sconfitta / L'asso nella manica 「好敵手」 - Koutekishu                     | 6 aprile 2010     | 2 settembre 2010 3 settembre 2010   |
| 6                       | Il ritorno di un amico / Battaglia contro il capo 「友よ」 - Tomo yo                        | 13 aprile 2010    | 6 settembre 2010 7 settembre 2010   |
| 7                       | Incubo cibernetico / La sconfitta 「エレクトロ・ワールド」 - Erekutoro・Wārudo              | 20 aprile 2010    | 8 settembre 2010 9 settembre 2010   |
| 8                       | Qual è il piano? 「挑戦者」 - Chousensha                                                    | 27 aprile 2010    | 10 settembre 2010 19 settembre 2010 |
| 9                       | Corsa per la libertà 「自由への扉」 - Jiyuu heno tobira                                     | 4 maggio 2010     | 25 settembre 2010                   |
| 10                      | Ospite a sorpresa 「ラビリンス」 - Rabirinsu                                                | 11 maggio 2010    | 26 settembre 2010                   |
| 11                      | La rottura del portale 「男達のメロディー」 - Otokotachi no merodī                          | 18 maggio 2010    | 2 ottobre 2010                      |
| 12                      | Smascherato 「仮面の男」 - Kamen no otoko                                                   | 25 maggio 2010    | 16 ottobre 2010                     |
| 13                      | Voci nella notte 「罠」 - Wana                                                              | 1º giugno 2010    | 17 ottobre 2010                     |
| 14                      | Duelli fra le dune 「月の砂漠」 - Gatsu no sabaku                                           | 8 giugno 2010     | 20 ottobre 2010                     |
| 15                      | L'ultimo superstite 「風になれ」 - Kaze ni nare                                             | 15 giugno 2010    | 21 ottobre 2010                     |
| 16                      | Mostrami la tua potenza! 「冷たい雨」 - Tsumetai Ame                                        | 22 giugno 2010    | 22 ottobre 2010                     |
| 17                      | Che fine ha fatto il mio Bakugan? 「黒い太陽」 - Kuroi taiyou                               | 29 giugno 2010    | 25 ottobre 2010                     |
| 18                      | La perdita di un Bakugan 「明日なき暴走」 - Ashita naki bousou                              | 6 luglio 2010     | 26 ottobre 2010                     |
| 19                      | Legami di famiglia 「そして…めぐり逢い」 - Soshite... meguriai                              | 13 luglio 2010    | 27 ottobre 2010                     |
| 20                      | Il ritorno dei Bakugan 「裏切りの街角」 - Uragiri no machikado                              | 20 luglio 2010    | 28 ottobre 2010                     |
| 21                      | Amore fraterno 「誕生」 - Tanjou                                                            | 27 luglio 2010    | 29 ottobre 2010                     |
| 22                      | Discesa nei sotterranei 「天国と地獄」 - Tengoku to jigoku                                  | 3 agosto 2010     | 1º novembre 2010                    |
| 23                      | Muro contro muro 「うそ」 - Uso                                                             | 10 agosto 2010    | 2 novembre 2010                     |
| 24                      | Il Bakugan più forte 「赤い衝撃」 - Akai shougeki                                           | 17 agosto 2010    | 3 novembre 2010                     |
| 25                      | Conto alla rovescia 「限りなき戦い」 - Kagiri naki tatakai                                  | 24 agosto 2010    | 4 novembre 2010                     |
| 26                      | Di nuovo insieme 「最終決戦」 - Saishū kessen                                               | 31 agosto 2010    | 5 novembre 2010                     |
| Stagione 2 (26 episodi) |                                                                                             |                   |                                     |
| 27                      | Sei gradi di distruzione 「戦いは終わらない！」 - Tatakai wa owaranai!                      | 7 settembre 2010  | 8 novembre 2010                     |
| 28                      | La vendetta dei Vexos 「罪と罰」 - Tsumi to batsu                                           | 14 settembre 2010 | 9 novembre 2010                     |
| 29                      | Salvati dalla sirena 「エメラルドの伝説」 - Emerarudo no densetsu                           | 21 settembre 2010 | 10 novembre 2010                    |
| 30                      | Il giorno in cui Nuova Vestronia rimase ferma 「世界が終わる日」 - Sekai ga owaru nichi     | 28 settembre 2010 | 11 novembre 2010                    |
| 31                      | Spectra risorge 「赤い運命」 - Akai unmei                                                   | 2 ottobre 2010    | 12 novembre 2010                    |
| 32                      | L'attacco di Shadow 「カンフーレディ」 - Kan Fū Redi                                        | 9 ottobre 2010    | 15 novembre 2010                    |
| 33                      | Brontes tradito 「つのる想い」 - Tsunoru omoi                                               | 16 ottobre 2010   | 16 novembre 2010                    |
| 34                      | Gli invasori della Terra 「インベーダー」 - Shinryakusha                                    | 23 ottobre 2010   | 17 novembre 2010                    |
| 35                      | La fuga di Elfin 「僕にまかせてください」 - Boku nimakasete kudasai                         | 30 ottobre 2010   | 18 novembre 2010                    |
| 36                      | La resa dei conti del samurai 「サムライ」 - Samurai                                        | 6 novembre 2010   | 19 novembre 2010                    |
| 37                      | Pazzia virtuale 「ウォンテッド」 - Uonteddo                                                 | 13 novembre 2010  | 22 novembre 2010                    |
| 38                      | Tutto o niente 「華麗なる賭け」 - Karei naru kake                                           | 20 novembre 2010  | 23 novembre 2010                    |
| 39                      | Vendicando Spectra 「さらば友よ」 - Saraba tomo yo                                          | 27 novembre 2010  | 24 novembre 2010                    |
| 40                      | L'agguato 「まちぶせ」 - Machibuse                                                          | 4 dicembre 2010   | 25 novembre 2010                    |
| 41                      | La battaglia finale 「勝利者」 - Shourisha                                                  | 11 dicembre 2010  | 31 gennaio 2011                     |
| 42                      | L'esodo 「親愛なる者へ」 - Shin'ai naru mono he                                             | 18 dicembre 2010  | 1º febbraio 2011                    |
| 43                      | L'attacco dei dati fantasma 「未知なる未来へ」 - Michi naru mirai he                        | 25 dicembre 2010  | 2 febbraio 2011                     |
| 44                      | L'ultimo attacco di Spectra 「対決」 - Taiketsu                                             | 8 gennaio 2011    | 3 febbraio 2011                     |
| 45                      | Fusione e confusione 「幸せのカタチ」 - Shiawase no katachi                                 | 15 gennaio 2011   | 4 febbraio 2011                     |
| 46                      | La rivolta di Volt 「反逆のヒーロー」 - Hangyaku no hīrō                                    | 22 gennaio 2011   | 5 febbraio 2011                     |
| 47                      | La rivincita 「さよならをするために」 - Sayonara wo surutameni                              | 29 gennaio 2011   | 7 febbraio 2011                     |
| 48                      | Il crollo di Mylene 「みちづれ」 - Michidure                                                | 5 febbraio 2011   | 8 febbraio 2011                     |
| 49                      | Un erede da risparmiare 「仁義なき戦い」 - Jingi naki tatakai                               | 12 febbraio 2011  | 9 febbraio 2011                     |
| 50                      | L'arma finale 「最終兵器」 - Saishū heiki                                                   | 19 febbraio 2011  | 10 febbraio 2011                    |
| 51                      | Tutti per uno 「決戦の日」 - Kessen no nichi                                                | 26 febbraio 2011  | 11 febbraio 2011                    |
| 52                      | Furia finale 「超！最強！ウォーリアーズ」 - Chou! Saikyou! Uōriāzu                          | 5 marzo 2011      | 12 febbraio 2011                    |

## Sigle
Sigle d'apertura giapponese
- Cho! Saikyo! Warriors cantata dai Psychic Lover

Sigle di chiusura giapponesi
- BANG! BANG! BAKUGAN cantata da Yoshifumi Ushima (ep. 1-13, 52)
- Communication Breakdown cantata dai Crush Tears (ep. 14-51)

Sigle italiane
- Bakugan, musica di Susanna Balbarani, Maurizio Bianchini e Graziano Pegoraro, testo di Graziella Caliandro, cantata da Susanna Balbarani (Italia 1 e Boing)
- Two Worlds Collide[N 2] (Cartoon Network e DVD)

Nell'edizione italiana è stata riutilizzata la sigla della prima stagione mentre le immagini presenti nella videosigla appartengono alla seconda.
Nella versione italiana trasmessa su Italia 1 e Boing fu utilizzata la sigla italiana mentre in quella di Cartoon Network ed in DVD fu impiegata quella americana ricantata in italiano.